# Rhian Brewster
Rhian Brewster, né le 1er avril 2000 à Londres (Royaume-Uni), est un footballeur anglais qui évolue au poste d'attaquant à Derby County.

## Biographie

### En club
Le 25 septembre 2019, Rhian Brewster joue son premier match sous le maillot de Liverpool à l'occasion d'un match de Coupe de la Ligue anglaise contre Milton Keynes Dons FC (victoire 2-0). Il prend part à deux autres matchs de coupes nationales au cours de la première partie de saison 2019-2020, avant d'être cédé en prêt pour six mois à Swansea City le 7 janvier 2020.
Le 18 janvier 2020, il marque son premier but avec Swansea City à l'occasion d'un match de championnat contre Wigan Athletic (victoire 2-1). Il inscrit onze buts en vingt-deux matchs avec le club gallois avant de retourner à Liverpool à l'issue de la saison.
Le 2 octobre 2020, Rhian Brewster s'engage pour cinq ans avec Sheffield United.

### En équipe nationale
Avec les moins de 17 ans, il participe au championnat d'Europe des moins de 17 ans en 2017. Lors de cette compétition, il inscrit un doublé contre la Norvège, puis un but contre l'Ukraine. L’Angleterre atteint la finale de cette compétition, en étant battue par l'Espagne après une séance de tirs au but.
Il dispute ensuite quelques mois plus tard la Coupe du monde des moins de 17 ans organisée en Inde. Lors du mondial junior, il inscrit huit buts, ce qui fait de lui le meilleur buteur du tournoi. Il marque un but contre le Mexique en phase de groupe, puis un triplé contre les États-Unis en quarts de finale. Il inscrit ensuite un nouveau triplé en demi-finale contre le Brésil et marque un dernier but lors de la finale remportée face aux Espagnols. Rhian Brewster inscrit un total de vingt buts en vingt-cinq sélections avec les moins de 17 ans entre 2016 et 2017.
Le 6 septembre 2019, Rhian Brewster honore sa première sélection avec l'équipe d'Angleterre espoirs à l'occasion d'un match face à la Turquie (victoire 3-2).

## Statistiques
| Saison                | Club                  | Championnat           | Championnat | Championnat | Coupe nationale | Coupe nationale | Coupe de la Ligue | Coupe de la Ligue | Supercoupe | Supercoupe | Compétition(s) continentale(s) | Compétition(s) continentale(s) | Compétition(s) continentale(s) | Play-offs | Play-offs | Total | Total |
| Saison                | Club                  | Division              | M.          | B.          | M.              | B.              | M.                | B.                | M.         | B.         | Comp.                          | M.                             | B.                             | M.        | B.        | M.    | B.    |
| 2019-2020             | Liverpool FC          | Premier League        | -           | -           | 1               | 0               | 2                 | 0                 | -          | -          | -                              | -                              | -                              | -         | -         | 3     | 0     |
| 2020-2021             | Liverpool FC          | Premier League        | -           | -           | -               | -               | -                 | -                 | 1          | 0          | -                              | -                              | -                              | -         | -         | 1     | 0     |
| Sous-total            | Sous-total            | Sous-total            | 0           | 0           | 1               | 0               | 2                 | 0                 | 1          | 0          | -                              | 0                              | 0                              | 0         | 0         | 4     | 0     |
| 2019-2020             | Swansea City (prêt)   | Championship          | 20          | 10          | -               | -               | -                 | -                 | -          | -          | -                              | -                              | -                              | 2         | 1         | 22    | 11    |
| Sous-total            | Sous-total            | Sous-total            | 20          | 10          | -               | -               | -                 | -                 | -          | -          | -                              | -                              | -                              | 2         | 1         | 22    | 11    |
| 2020-2021             | Sheffield United FC   | Premier League        | 27          | 0           | 3               | 0               | -                 | -                 | -          | -          | -                              | -                              | -                              | -         | -         | 30    | 0     |
| 2021-2022             | Sheffield United FC   | Championship          | 14          | 3           | -               | -               | 2                 | 1                 | -          | -          | -                              | -                              | -                              | -         | -         | 16    | 4     |
| 2022-2023             | Sheffield United FC   | Championship          | 16          | 1           | -               | -               | 1                 | 0                 | -          | -          | -                              | -                              | -                              | -         | -         | 17    | 1     |
| 2023-2024             | Sheffield United      | Premier League        | 9           | 0           | 1               | 0               | -                 | -                 | -          | -          | -                              | -                              | -                              | -         | -         | 10    | 0     |
| Sous-total            | Sous-total            | Sous-total            | 66          | 4           | 4               | 0               | 3                 | 1                 | 0          | 0          | -                              | 0                              | 0                              | 0         | 0         | 73    | 5     |
| Total sur la carrière | Total sur la carrière | Total sur la carrière | 86          | 14          | 4               | 0               | 5                 | 1                 | 1          | 0          | -                              | 0                              | 0                              | 2         | 1         | 98    | 16    |

## Palmarès

### En sélection
- Angleterre -17 ans
  - Vainqueur de la Coupe du monde des moins de 17 ans en 2017.
  - Finaliste du championnat d'Europe des moins de 17 ans en 2017.

### En club
- Sheffield United
  - Vice-champion de Championship en 2023.
- Liverpool
  - Vainqueur de la Ligue des Champions en 2019 (ne participe pas a la campagne mais il est inscrit sur la liste des joueurs inscrits pour la compétition)

### Distinction personnelle
- Meilleur buteur de la Coupe du monde des moins de 17 ans en 2017 (8 buts).